# Absolute Beginners (serie televisiva)
Absolute Beginners è una serie televisiva polacca per adolescenti. È stata distribuita su Netflix il 25 ottobre 2023.

## Trama
Lena e Niko si recano sulla costa polacca per girare un film di ammissione alla scuola di cinema dei loro sogni. Lì incontrano un ragazzo che metterà a dura prova la loro amicizia.

## Episodi
| Stagione       | Episodi | Pubblicazione originale | Pubblicazione italiana |
| -------------- | ------- | ----------------------- | ---------------------- |
| Prima stagione | 6       | 2023                    | 2023                   |

## Produzione
La serie è stata girata a Ustka, una città termale sulla costa slovena.

## Accoglienza
Analizzando l'episodio pilota, Joel Keller di Decider ha scritto: "Con alcune interpretazioni principali interessanti e una trama che va oltre il classico materiale di formazione per adolescenti, Absolute Beginners crea una storia intrigante su adolescenti che non sono sicuri di quello che vogliono o ne sono sicuri ma hanno difficoltà ad esprimerlo."

## Riconoscimenti
- 2023 - Polish Film Awards
  - Candidatura come Miglior serie televisiva